# Serhij Fessenko (Schwimmer, 1959)
Serhij Leonidowytsch Fessenko (ukrainisch Сергій Леонідович Фесенко; * 29. Januar 1959 in Krywyj Rih) ist ein ehemaliger ukrainischer Schwimmer, der für die UdSSR startete.
Er gewann bei den Olympischen Spielen 1980 in Moskau die Goldmedaille über 200 m Schmetterling und die Silbermedaille über 400 m Lagen. Außerdem wurde er 1977 und 1981 Europameister über 400 m Lagen. Fessenko war mehrmals sowjetischer Meister, so zum Beispiel 1979, 1981 und 1983 über 200 m Schmetterling.
Sein Sohn Serhij jun. wurde ebenfalls Schwimmer und nahm für die Ukraine an den Olympischen Spielen 2000, 2004 und 2008 teil.